# 宋珏

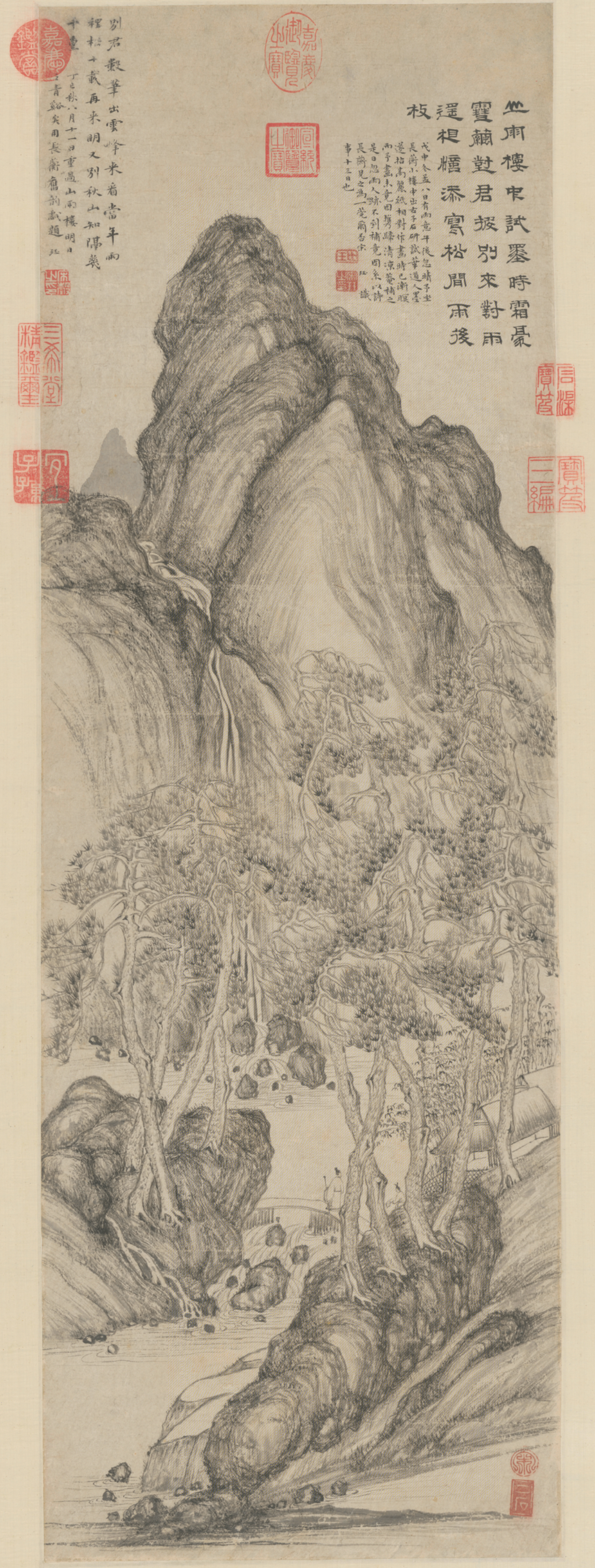
宋珏绘《山楼对雨图》（北京故宫博物院藏）

宋珏（1576年—1632年），字比玉，号荔枝仙。福建莆田人。
中年流寓金陵（今江苏南京）。工书画。郑王臣評：“比玉诗思轩爽流逸，不在松圆（程嘉燧）、檀园（李流芳）之下。”崇祯四年（1631年），客死吴门，家贫无子，顧夢遊請钱谦益为写墓表。著有《荔枝谱》一卷、《宋比玉遗稿》。